# Hadrothemis versuta
Hadrothemis versuta – gatunek ważki z rodziny ważkowatych (Libellulidae).